# Colegio Militar Francisco Bolognesi
El Colegio Militar Francisco Bolognesi es una institución educativa pública militar con sede en Arequipa, Perú, que fue creada por decreto supremo del 8 de octubre de 1946, dado por el gobierno de José Luis Bustamante y Rivero. Su reglamentación está basada en decretos, doctrina y educación formulados del Ministerio de Defensa del Perú y Ministerio de Educación. 

## Historia
El CMFB abrió sus puertas en 1952, durante el gobierno del general Manuel A. Odría. Fue el segundo colegio militar fundado en el Perú, luego del Leoncio Prado. Su nombre evoca al Gran Mariscal del Perú, Don Francisco Bolognesi Cervantes coronel peruano que paso a la inmortalidad heroicamente en la defensa de Arica, durante la Guerra del Pacífico. 
Su primer director fue el Teniente Coronel EP Jorge Muñiz Luna.
En 1978, por disposición del Ministerio de Educación se transformó en Escuela Superior de Educación Profesional (ESEP) en circunstancias en que se ejecutaba en el país la Reforma Educativa de 1972, impulsada por el Gobierno Militar. En 1982 volvió a su estatus de Colegio secundario militarizado, de 3.º a 5.º de secundaria..
En 1994, se creó el Centro de Educación Ocupacional (CEO) del colegio militar para capacitar al cadete, al margen de su educación académica, en las especialidades de mecánica de producción, informática y carpintería metálica.
En el 2006 amplió su cobertura educativa para 1.º y 2.º año de secundaria, para alumnos de externado. 
En el 2018 estando como Director el Coronel EP Juan José Soto Flores y de Jefe del Batallón de Cadetes el Mayor EP Alejandro Guerrero Conde, comprometidos a ofrecer una mejor calidad educativa y llegar a los más altos estándares para nuestros Cadetes estudiantes, se inició el proceso de mejora continua para lograr la Acreditación Internacional de la Institución.

## Valores Institucionales
- Disciplina.
- Moralidad.
- Trabajo

## Directores
- Tte Crl EP Jorge Muñiz Luna
- Crl EP Marcos Hinojosa Requena
- Crl EP Luis Pérez Fernández
- Crl EP Jose Seminario Correa.
- Crl EP Cesar Cardenas Figuerola.
- Crl EP Luis Luza Patiño.
- Crl EP Carlos Bergamino Cruz (1985-1986).
- Crl EP Hugo Aguirre Miranda (1987-1988).
- Crl EP Walter Scott Cardenas.
- Crl EP Alan Benjamin Torrico Lapoint.
- Crl EP Richard Hurtado Contreras.
- Crl EP Juan José Soto Flores.
- Crl EP Alfredo Miguel Perez Urteaga.
- Crl EP Jaime Alberto Uribe Liveli.

## Jefes del Batallón de Cadetes
- Mayor EP Óscar Castilla Cieza. 1985
- Mayor EP Héctor Zavala Torres. 1986
- Mayor EP David De Vinatea Cornejo. 1987
- Mayor EP Alejandro Guerrero Conde. 2018
- Mayor EP Cesar Ravena Coronado. 2019
- Mayor EP Humberto Linares Tacilla. 2020
- Mayor EP Hitler Sanchez Arbulu. 2024

## Rangos de los cadetes del CMFB
Año de educación---Rango oficial---Rango coloquial
3º Secundaria --- Alumno --- Perro 
4º Secundaria --- Aspirante --- Chivo
5º Secundaria --- Técnico --- Vaca

## Himno del Colegio
MUSICA: BENIGNO BALLON FARFAN 
CORO
¡Salve a ti Coronel Bolognesi!
¡Salve a ti paladín del honor!
hombre epónimo…
hombre símbolo…
para el mundo y el Perú;
tus cadetes proclaman tu fama,
tus cadetes hoy juran seguirte:
en civismo…
en hombría…
horoísmo y virtud.

## Lugares del CMFB
- Dirección Militar.
- Dirección Académica.
- Jefatura de Batallón.
- Estado Mayor de Batallón.

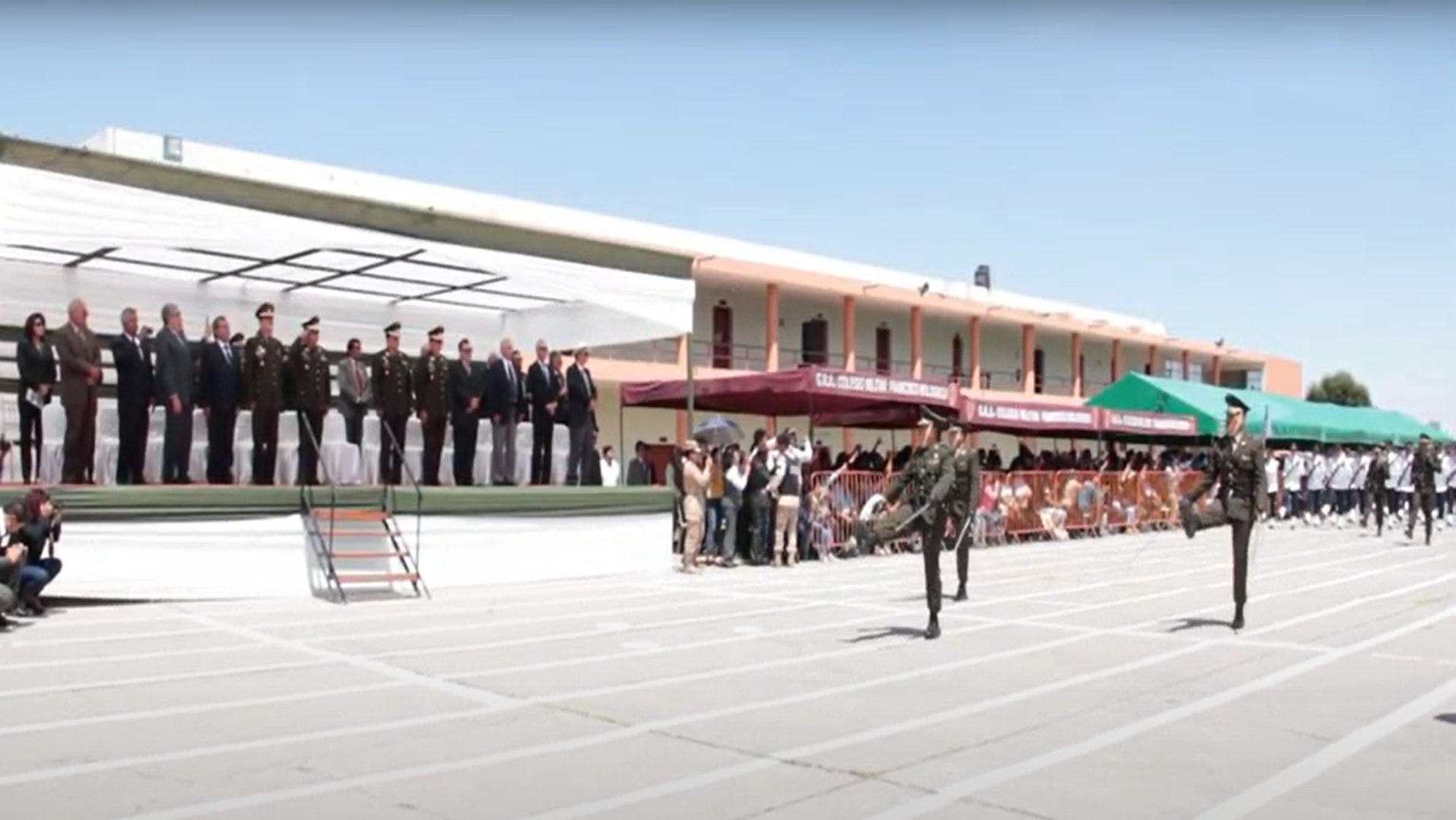

- Detales de Compañía (III, IV y V año).
- Departamento de Instrucción Militar.
- Departamento Administrativo.
- Departamento de Evaluación y Estadística.
- Patio de Honor.
- Oficinas administrativas.

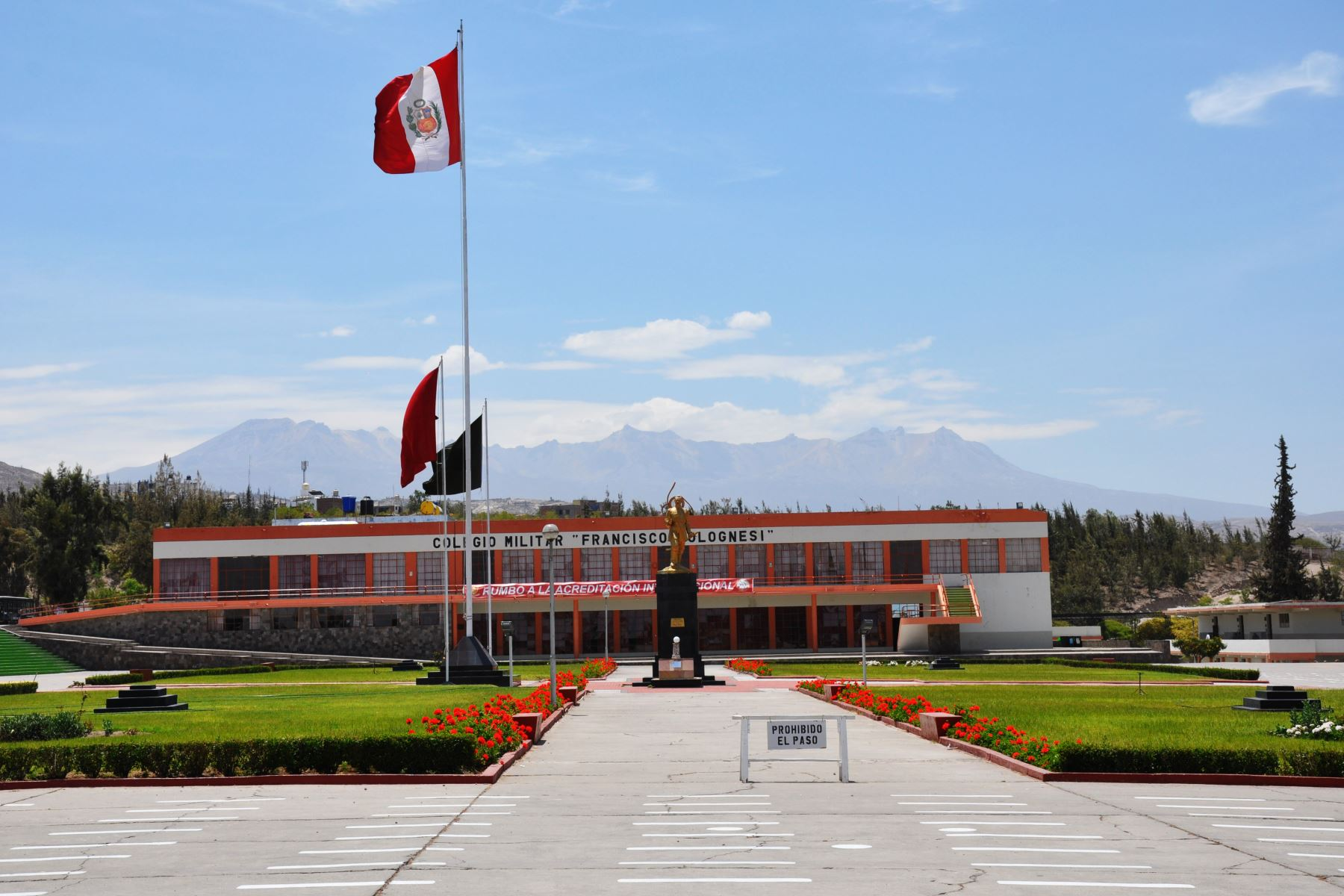

- Oficinas de Servicio Social (III, IV y V año).
- Consultorios de Psicología (III, IV y V año).
- Tesorería.
- Guardia/Permanencia.
- Casino de Cadetes.
- Cuadras/Dormitorios.
- Aulas.
- Laboratorios de computo
- Laboratorios de física/Química.
- Biblioteca.
- Banco de Libros.
- Sala de Música.
- Sala de Banderas.
- Sala Caceres.
- El Muro
- Estanque.
- El Cerro.
- Enfermería.
- Coliseo Bolognesino.
- Estadio y pista atlética.
- Piscina temperada.
- La  Bombonera.
- El Obelisco.
- Comedor de Cadetes.
- Comedor de Oficiales.
- Talleres.
- Peluquería.
- La Cantina.
- Patio de aulas.
- Cocina.
- Panadería.
- Lavandería.
- Carpintería.
- Taller de Servicios Generales.
- Servicios Higiénicos/Malacate.
- La Acequia.
- Pista de Combate.
- Cuadra del Piquete de Tropa.